# Aldeído graxo
Aldeídos graxos são aldeídos alifáticos derivados de gorduras e óleos naturais (lipídios), originários de plantas, mas também sintetizados em animais e algas.
Os aldeídos são formados pela clivagem beta da cadeia dos ácidos graxos oxidados. São formados nos processos biológicos pela transformação metabólica nos ácidos graxos,entre outros compostos, incluindo os corpos cetônicos, esteróides, prostaglandinas e vitaminas lipossolúveis.
Compostos biologicamente relacionados aos aldeídos graxos são os álcoois graxos.
Dentre diversos aldeídos reativos são importantes o malondialdeído (MDA), hidroxihexenal (HHE, os derivados de ácidos graxos poliniinsaturados n-3) e o 4-hidroxinonenal (4-HNE, derivado dos ácidos graxos poliinsaturados n-6), que podem nos processos celulares ligarem-se aos resíduos de aminoácidos positivamente carregados das apolipoproteínas, principalmente da lisina, produzindo modificações das cargas na superfície das lipoproteínas.
Determinadas doenças, como a síndrome de Sjögren-Larsson (SSL) são relacionadas com deficiências de enzimas que atuam sobre os ácidos e aldeídos graxos, no caso, a enzima aldeído graxo desidrogenase (FALDH).